# Carbonate de nickel(II)
 (juin 2022).
La mise en forme du texte ne suit pas les recommandations de Wikipédia : il faut le « wikifier ».
Les points d'amélioration suivants sont les cas les plus fréquents :
- Les titres sont pré-formatés par le logiciel. Ils ne sont ni en capitales, ni en gras.
- Le texte ne doit pas être écrit en capitales (les noms de famille non plus), ni en gras, ni en italique, ni en « petit »…
- Le gras n'est utilisé que pour surligner le titre de l'article dans l'introduction, une seule fois.
- L'italique est rarement utilisé : mots en langue étrangère, titres d'œuvres, noms de bateaux, etc.
- Les citations ne sont pas en italique mais en corps de texte normal. Elles sont entourées par des guillemets français : « et ».
- Les listes à puces sont à éviter, des paragraphes rédigés étant largement préférés. Les tableaux sont à réserver à la présentation de données structurées (résultats, etc.).
- Les appels de note de bas de page (petits chiffres en exposant, introduits par l'outil «  Source ») sont à placer entre la fin de phrase et le point final[comme ça].
- Les liens internes (vers d'autres articles de Wikipédia) sont à choisir avec parcimonie. Créez des liens vers des articles approfondissant le sujet. Les termes génériques sans rapport avec le sujet sont à éviter, ainsi que les répétitions de liens vers un même terme.
- Les liens externes sont à placer uniquement dans une section « Liens externes », à la fin de l'article. Ces liens sont à choisir avec parcimonie suivant les règles définies. Si un lien sert de source à l'article, son insertion dans le texte est à faire par les notes de bas de page.
- La présentation des références doit suivre les conventions bibliographiques. Il est recommandé d'utiliser les modèles {{Ouvrage}}, {{Chapitre}}, {{Article}}, {{Lien web}} et/ou {{Bibliographie}}. Le mode d'édition visuel peut mettre en forme automatiquement les références.
- Insérer une infobox (cadre d'informations à droite) n'est pas obligatoire pour parachever la mise en page.

Pour une aide détaillée, merci de consulter Aide:Wikification.
Si vous pensez que ces points ont été résolus, vous pouvez retirer ce bandeau et améliorer la mise en forme d'un autre article.
Le carbonate de nickel(II) est un composé inorganique ou un mélange de composés inorganiques contenant du nickel et du carbonate. Le carbonate basique de nickel de formule Ni4CO3(OH)6(H2O)4 est le plus utilisé dans l'industrie. Les carbonates plus simples, ceux que l'on rencontre le plus souvent en laboratoire, sont le NiCO3 et son hexahydrate. Tous sont des solides verts paramagnétiques contenant des cations Ni2+. Le carbonate basique est un intermédiaire dans la purification hydrométallurgique du nickel à partir de ses minerais et est utilisé dans la galvanoplastie du nickel.

## Structure et réactions
Ce composé adopte une structure semblable à celle de la calcite, qui consiste en des atomes de nickel dans une géométrie moléculaire octaédrique.
Les carbonates de nickel sont hydrolysés au contact d'acides aqueux pour donner l'ion [Ni(H2O)6]2+, libérant de l'eau et du dioxyde de carbone dans le processus. La calcination (chauffage pour chasser le CO2 et l'eau) de ces carbonates donne l'oxyde de nickel :
NiCO3 → NiO + CO2.
La nature de l'oxyde obtenu dépend de la nature du précurseur. L'oxyde obtenu à partir du carbonate basique est souvent utile pour la catalyse.
Le carbonate basique de nickel peut être fabriqué en traitant des solutions de sulfate de nickel avec du carbonate de sodium :
4 Ni2+ + CO2−
3 + 6 HO− + 4 H2O → Ni4CO3(OH)6(H2O)4.
Le carbonate hydraté a été préparé par oxydation électrolytique du nickel en présence de dioxyde de carbone :
Ni + O + CO2 + 6 H2O → NiCO3(H2O)4.

## Utilisations
Les carbonates de nickel sont utilisés dans certaines applications céramiques et comme précurseurs de catalyseurs.

## Abondance naturelle
Le carbonate de nickel naturel est connu sous le nom de « gaspéite », un minéral rare. Les carbonates basiques de nickel ont également des représentants naturels.

## Toxicité
Il est modérément toxique et provoque une faible irritation, hors cas de contact prolongé.